# Europaschutzgebiet Rheindelta

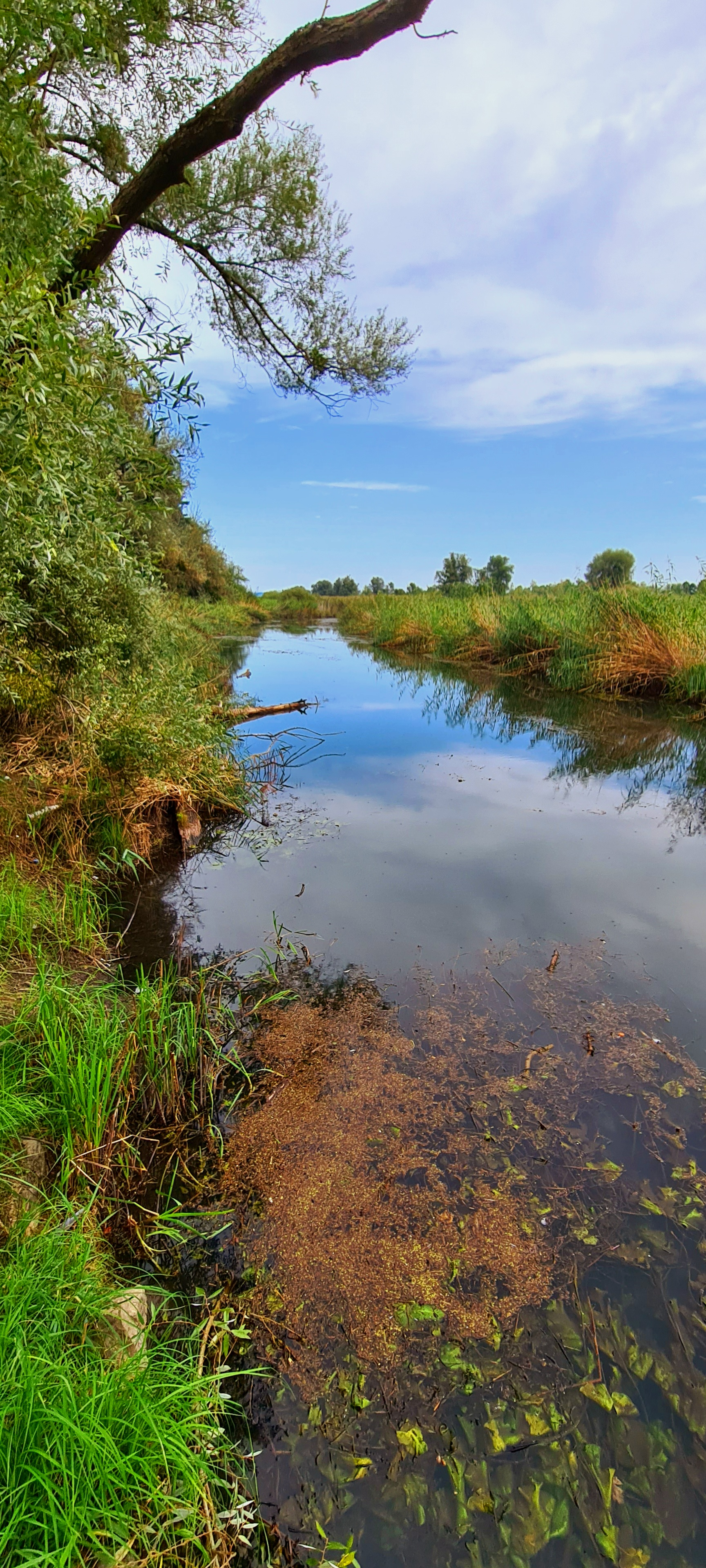
Lustenauer Kanal im Osten des Schutzgebiets

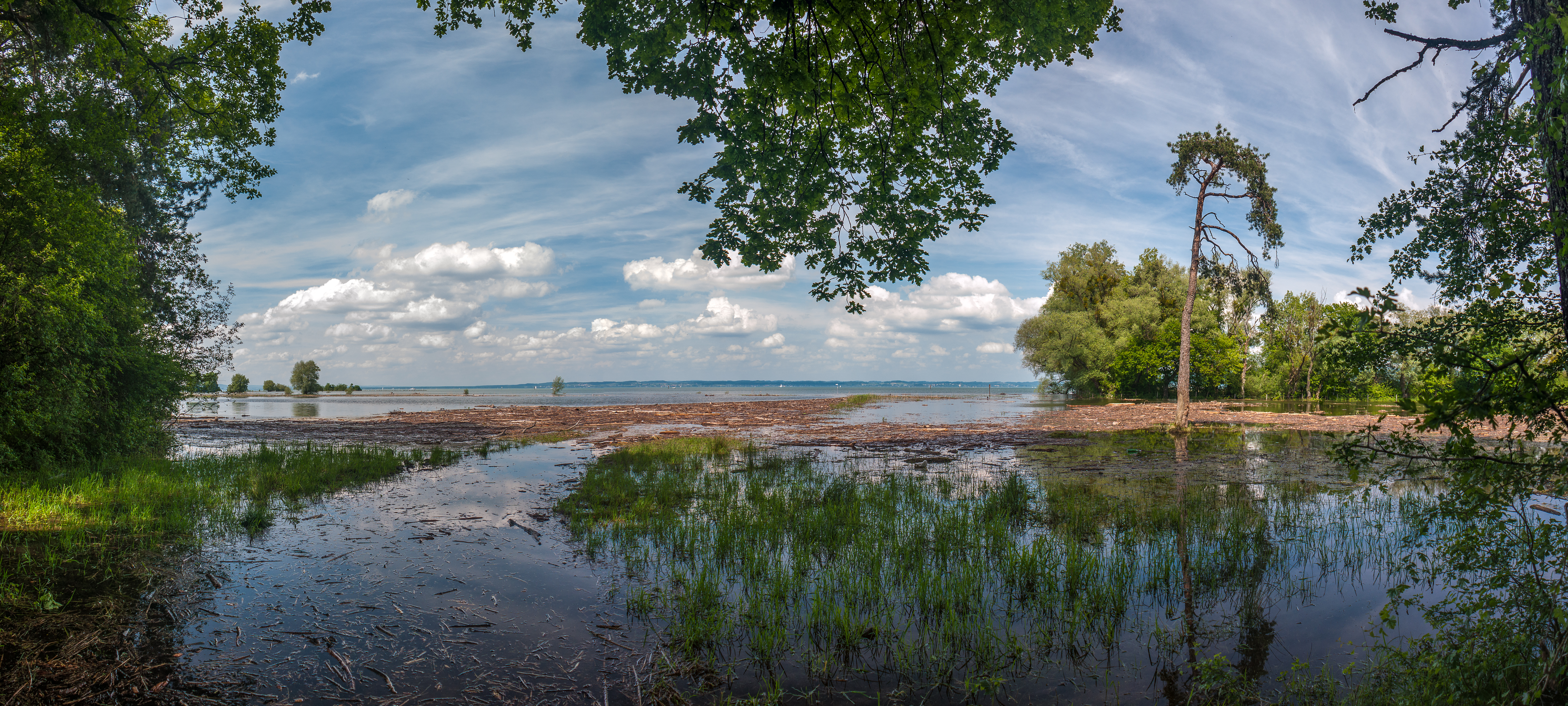
Hochwasser im Rheinholz

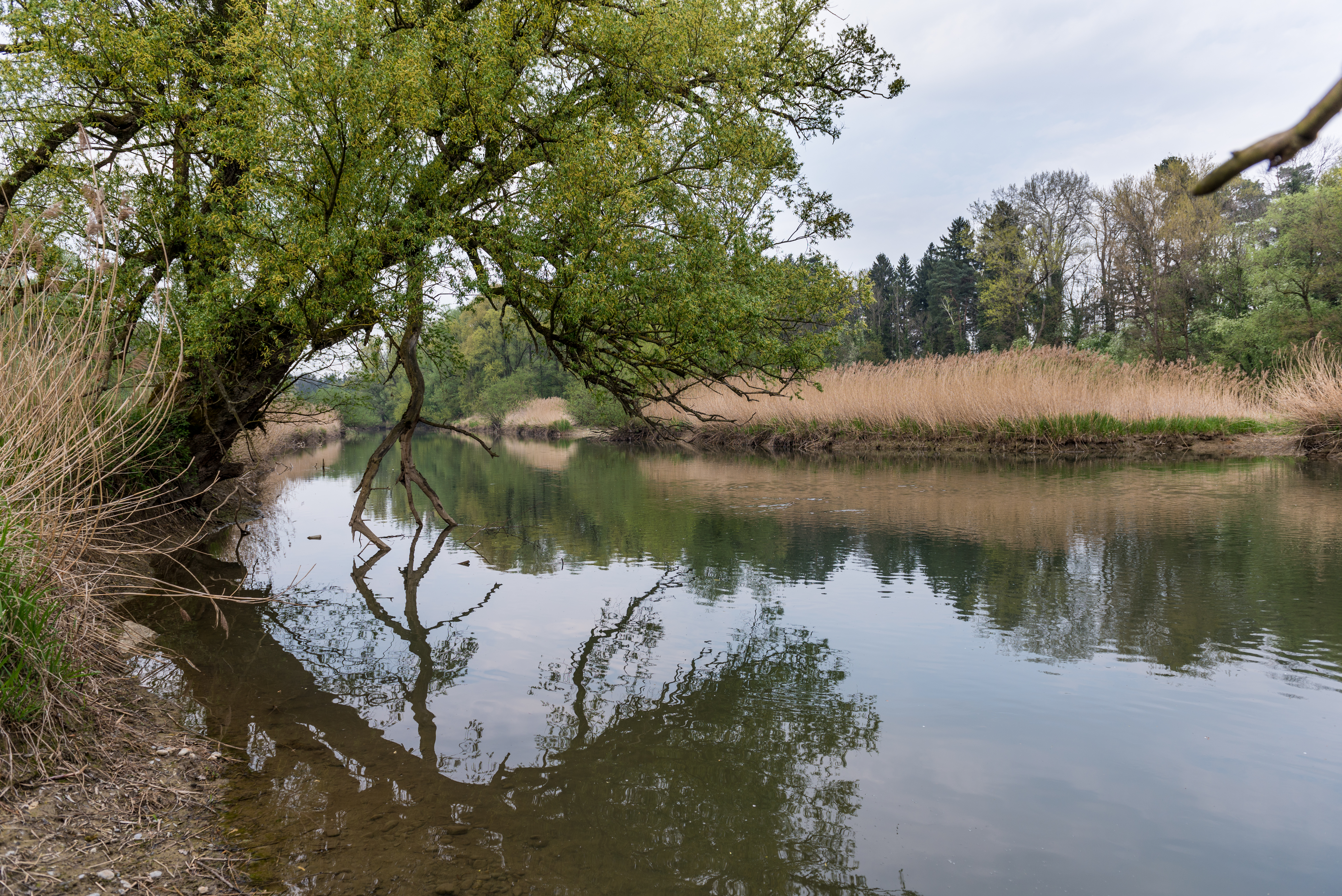
Alter Rhein im Europaschutzgebiet Rheindelta

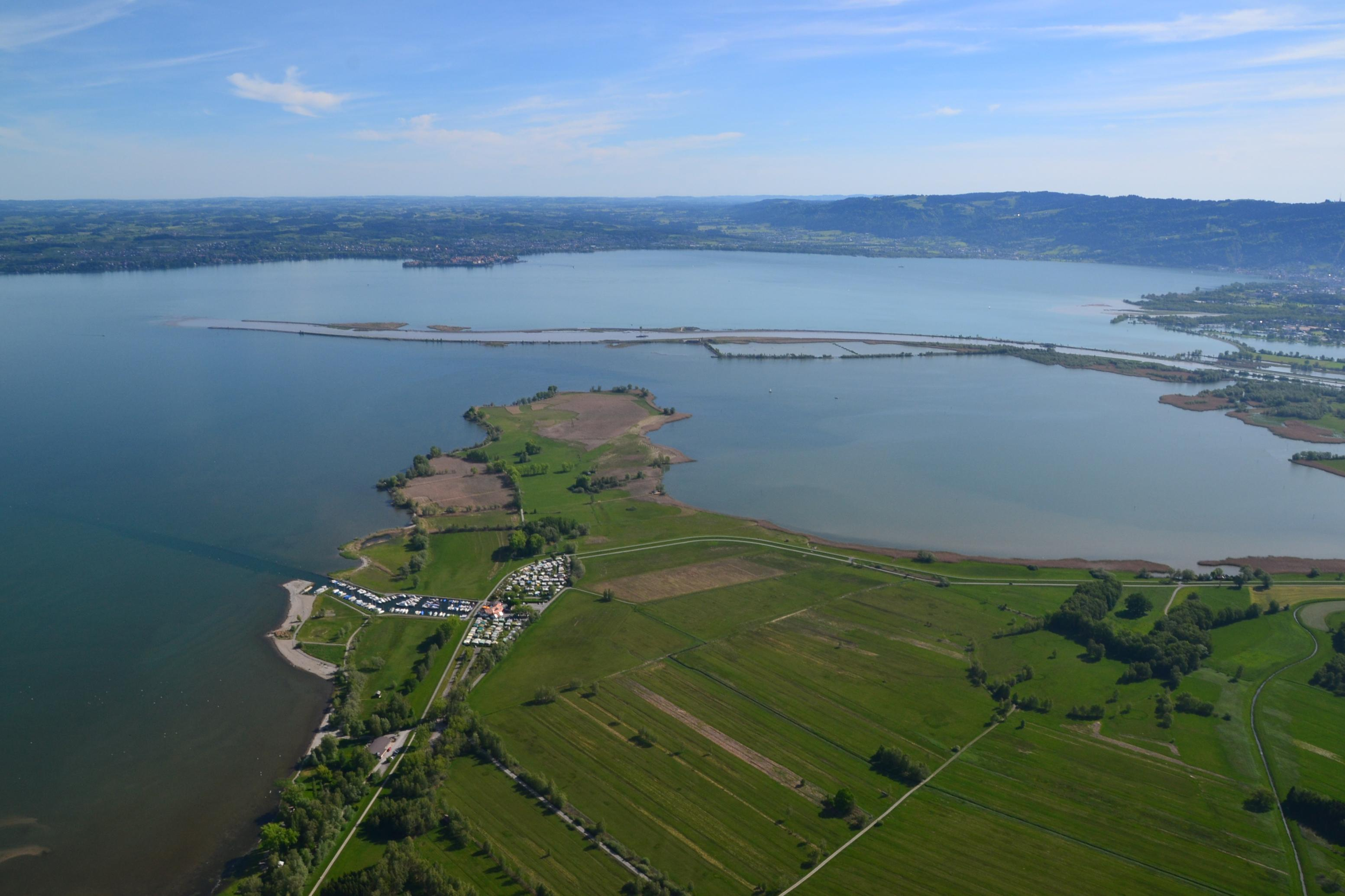
Rohrspitz, geschützte Streuewiesen und Schilfgürtel, Fußacher Bucht und Rheindämme

Das Europaschutzgebiet Rheindelta im österreichischen Bundesland Vorarlberg ist ein Natura-2000-Gebiet, und zwar sowohl ein Vogelschutzgebiet nach Richtlinie 2009/147/EG als auch ein Fauna-Flora-Habitat-Gebiet nach Richtlinie 92/43/EWG. Etwa ein Drittel ist Landfläche, zwei Drittel sind Wasserfläche, wobei sich die Uferlinie ständig ändert. Es ist das größte Feuchtgebiet am Bodensee und das älteste Naturschutzgebiet Vorarlbergs.

## Lage

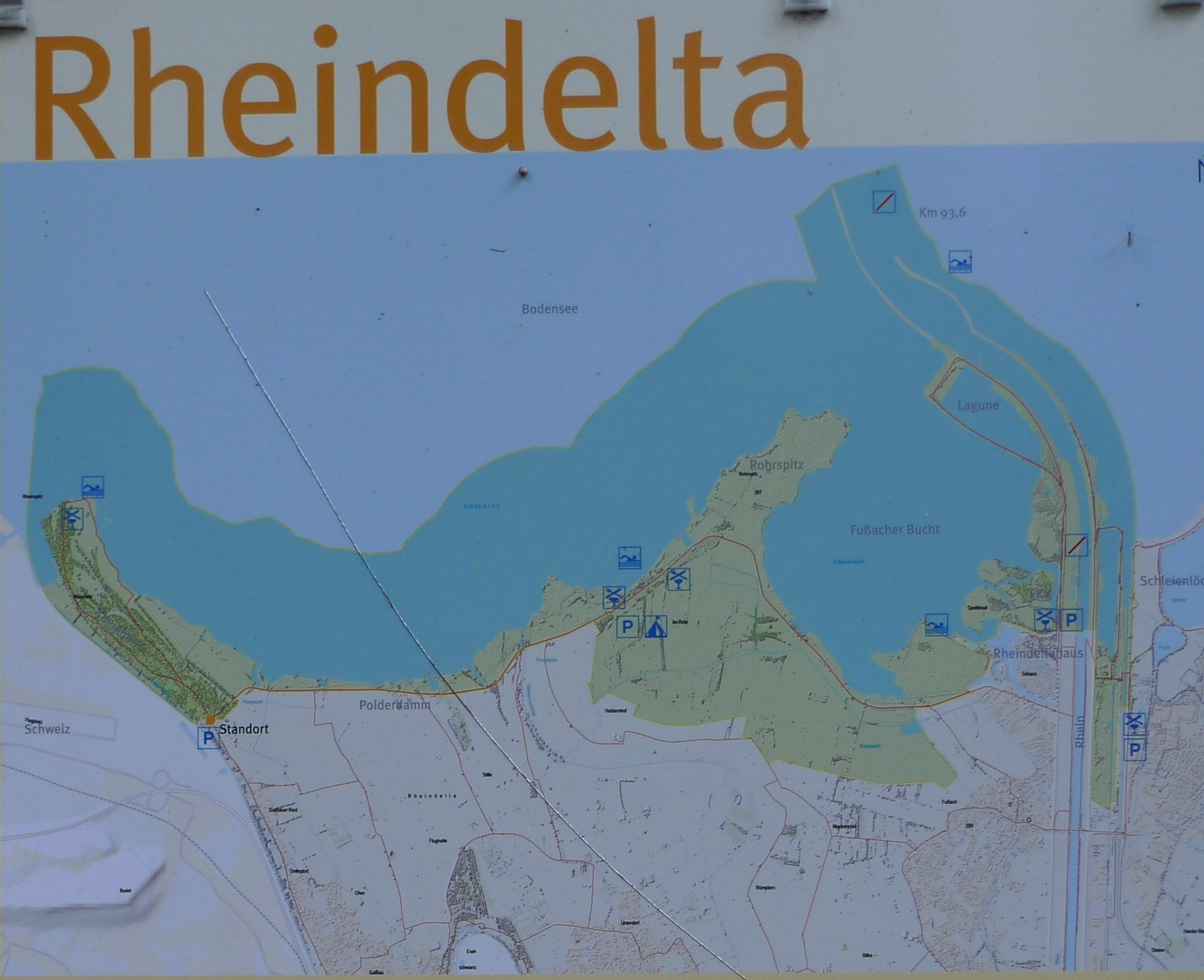
Plan des Schutzgebietes

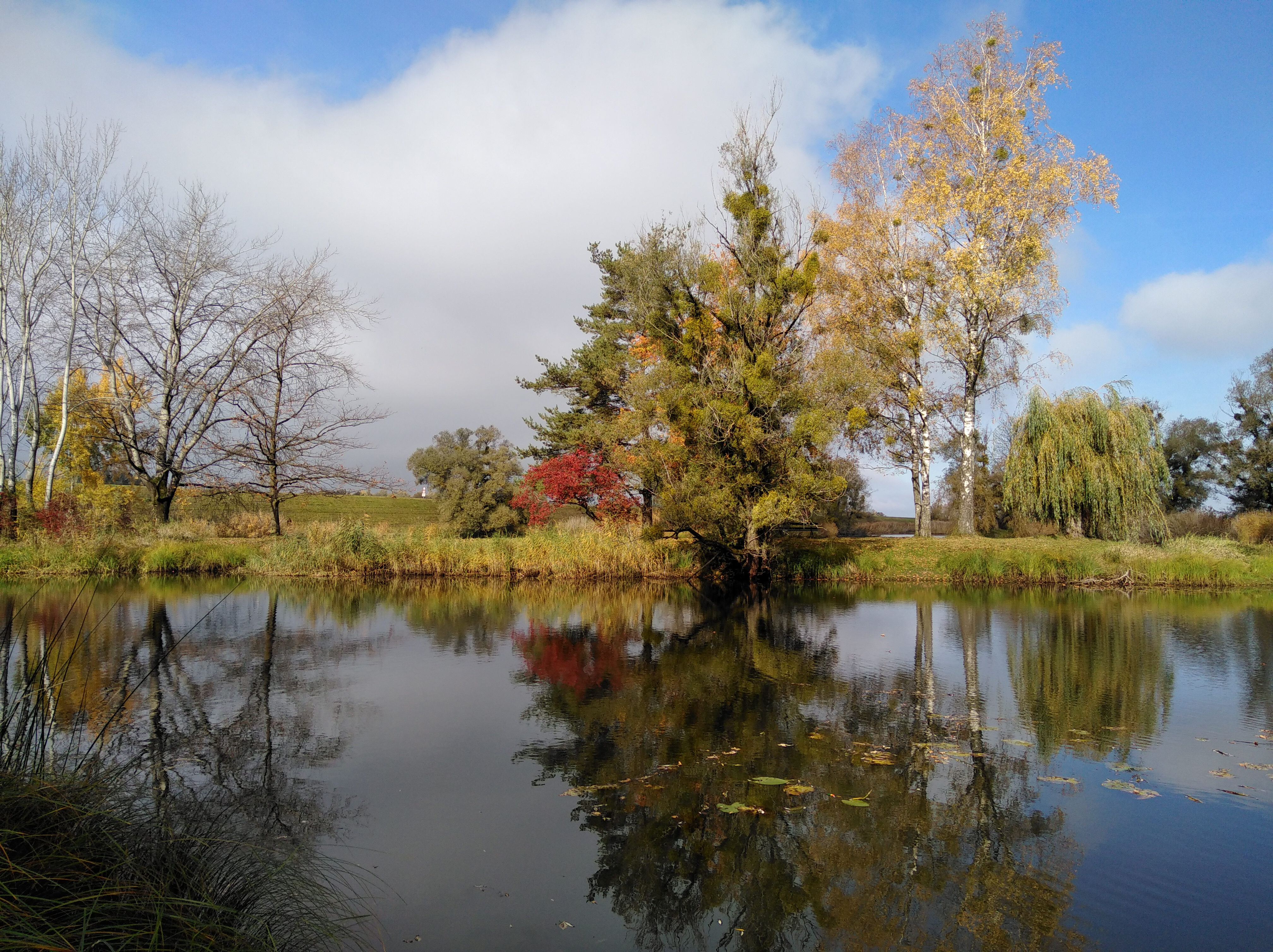
Schleienloch im Osten des Schutzgebietes

Das Schutzgebiet liegt am Bodenseeufer von der Mündung des Alten Rheins an der Staatsgrenze bei Gaißau bis zur Mündung von Neuem Rhein und Dornbirner Ache bei Hard. Auch die Gemeinden Fußach und Höchst haben Anteil am Schutzgebiet.

## Geschichte des Schutzgebiets
1976 wurde das Rheindelta per Verordnung unter Schutz gestellt und wurde später um ökologisch wertvolle Teilbereiche erweitert.
1982 verpflichtete sich auch Österreich mit dem Ramsar-Abkommen den Schutz von „Feuchtgebieten mit internationaler Bedeutung“ zu fördern.
Seit 1995 ist das Naturschutzgebiet Rheindelta zudem ein ausgewiesenes Natura-2000-Gebiet.

## Beschreibung
Das Schutzgebiet ist geprägt von komplexen naturnahen Ufer-, Auen- und Riedlandschaften. Es gibt große Flachwasserzonen am Ufer des Bodensees, großflächige ungestörte Schilfröhrichte, Kiesufer, Auenwälder und moorige Streuewiesen in der Überschwemmungszone.
Im Bereich der Rheindämme entstehen ständig neue Lebensräume durch die Ablagerungen des Rheins (Kies, Sand, Feinsedimente).
Durch die saisonalen Überschwemmungen des Bodensees, dessen Wasserstand bis zu drei Metern schwanken kann, entstand diese ökologisch wertvolle Landschaft. Durch den Polderdamm wurden die Flächen landseitig abgeschnitten. Dies führte zu schweren ökologischen Veränderungen. Ziel des Schutzgebietes ist die Wiederherstellung und Erhalt der ökologisch wertbestimmenden gebietsspezifischen Wasser- und Landlebensräume im Rheindelta.
Im Gebiet gibt es Biber, seltene Amphibien und Fische, zahlreiche Libellen, Schmetterlinge und über 300 verschiedene Vogelarten.

## Gebietsspezifischen Schutzgüter
Geschützte Lebensraumtypen sind verschiedene Arten von stehenden Gewässern, Pfeifengraswiesen, feuchte Hochstaudenfluren, Übergangs- und Schwingrasenmoore, Magerwiesen, Torfmoore, Niedermoore und verschiedene Arten von Auwäldern.

### Säugetiere

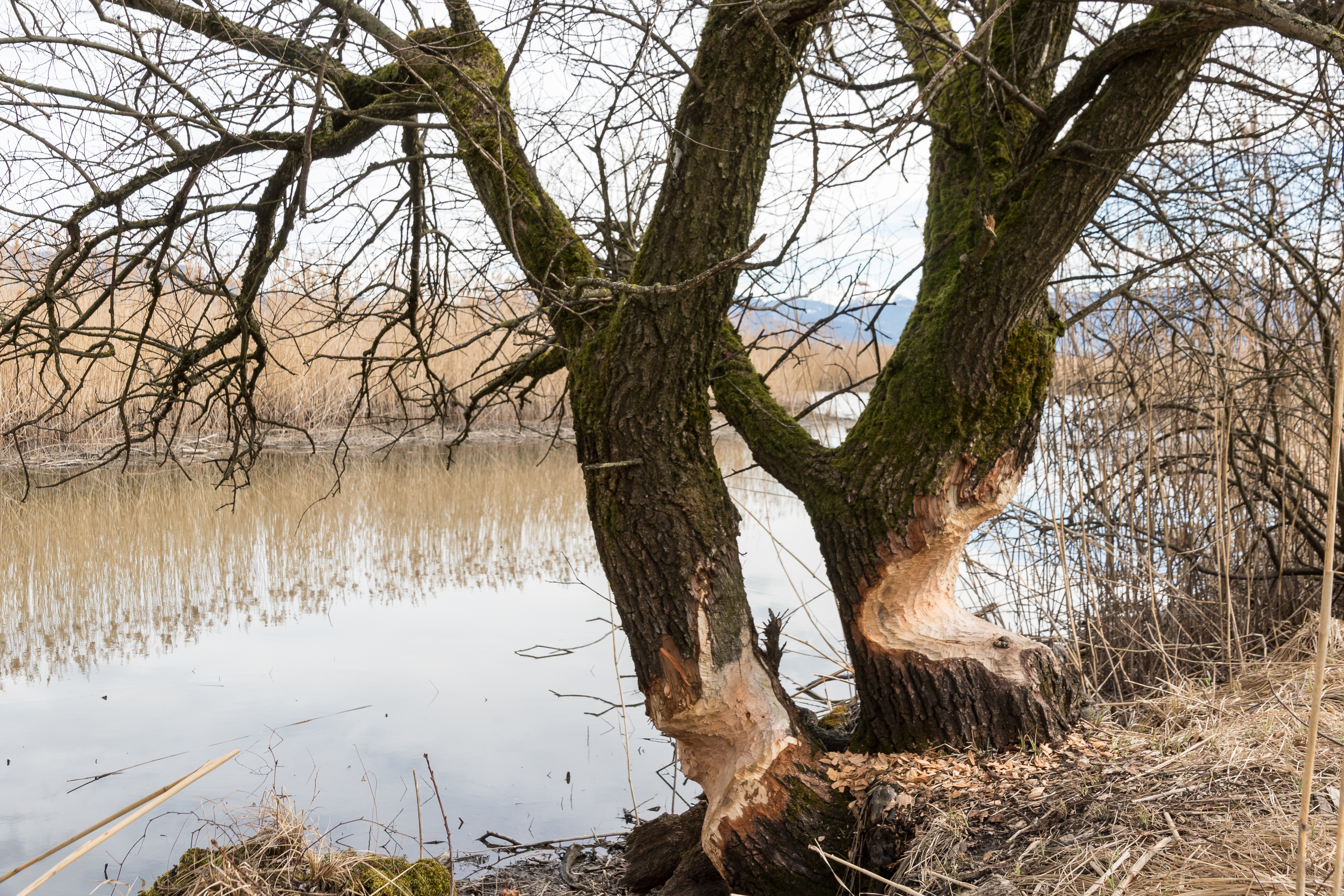
Biberspuren

Biber (Castor fiber)

### Vögel

#### Brutvögel
- Zwergdommel (Ixobrychus minutus)
- Nachtreiher (Nycticorax nycticorax)
- Purpurreiher (Ardea purpurea)
- Schwarzmilan (Milvus migrans)
- Rotmilan (Milvus milvus)
- Tüpfelsumpfhuhn (Porzana porzana)
- Kleines Sumpfhuhn (Porzana parva)
- Schwarzkopfmöwe (Larus melanocephalus)
- Fluss-Seeschwalbe (Sterna hirundo)
- Eisvogel (Alcedo atthis)
- Grauspecht (Picus canus)

#### Regelmäßig auftretende Zugvögel

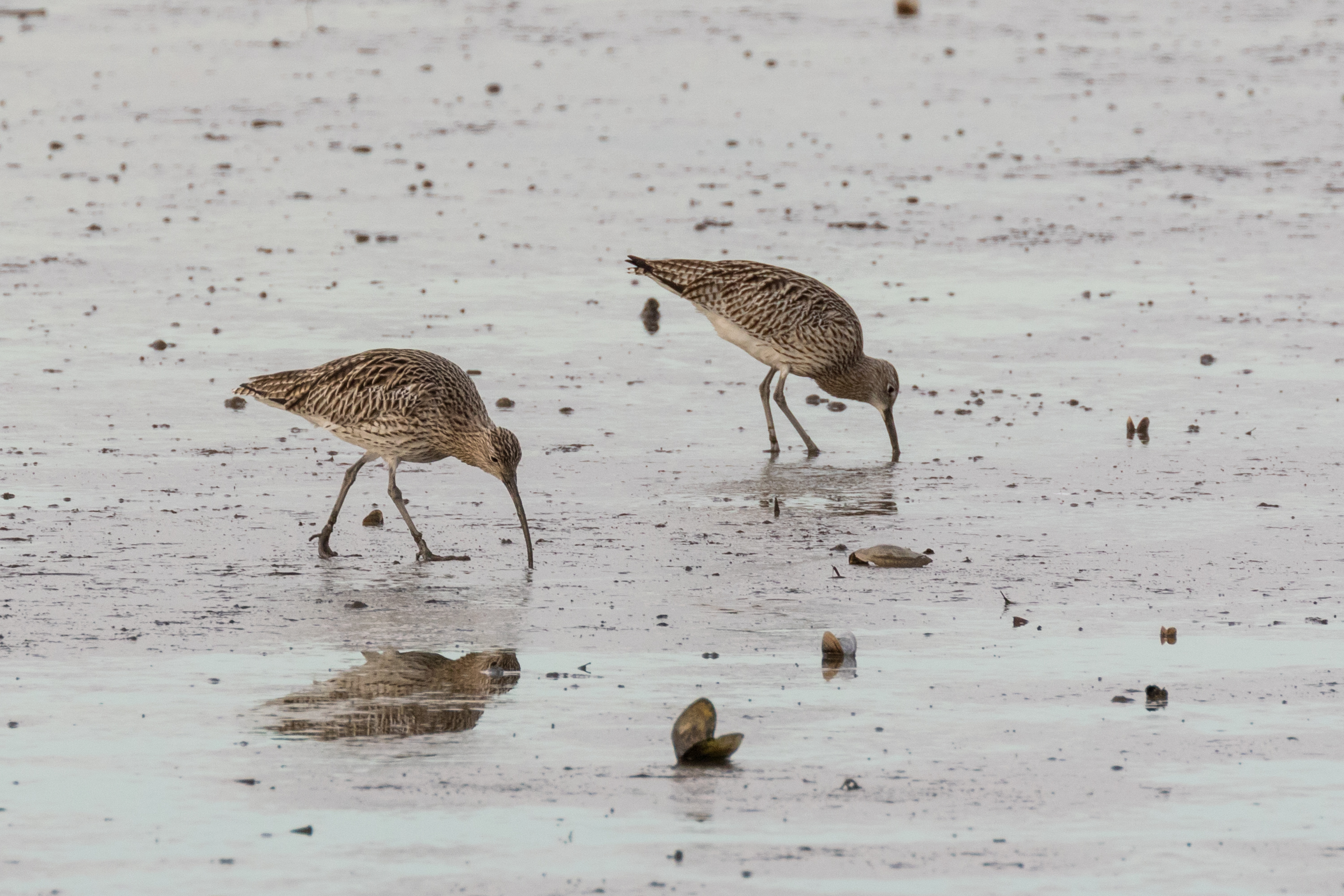
Große Brachvögel in der Fußacher Bucht

Sehr viele Zugvögel können hier beobachtet werden, unter anderem:
- Großer Brachvogel (Numenius arquata)
- Uferschnepfe (Limosa limosa)
- Kranich (Grus grus)
- Wanderfalke (Falco peregrinus)
- Fischadler (Pandion haliaetus)
- Wespenbussard (Pernis apivorus)
- Kormoran (Phalacrocorax carbo)
- Silberreiher (Egretta alba)
- Schwarzstorch (Ciconia nigra)

### Amphibien
- Kammmolch (Triturus cristatus)
- Gelbbauchunke (Bombina variegata)

### Fische
- Bitterling (Rhodeus sericeus amarus)
- Groppe (Cottus gobio)
- Strömer (Telestes souffia)

### Insekten
- Schmalbindiger Breitflügel-Tauchkäfer (Graphoderus bilineatus)
- Goldener Scheckenfalter (Euphydryas aurinia)
- Heller Wiesenknopf-Ameisenbläuling (Phengaris teleius)
- Dunkler Wiesenknopf-Ameisenbläuling (Phengaris nausithous)

### Weichtiere
- Schmale Windelschnecke (Vertigo angustior)
- Bauchige Windelschnecke (Vertigo moulinsiana)

### Pflanzen
- Bodensee-Vergissmeinnicht (Myosotis rehsteineri)
- Sumpf-Gladiole (Gladiolus palustris)
- Firnisglänzendes Sichelmoos (Hamatocaulis vernicosus)

## Teilbereiche

### Rheinspitz und Rheinholz

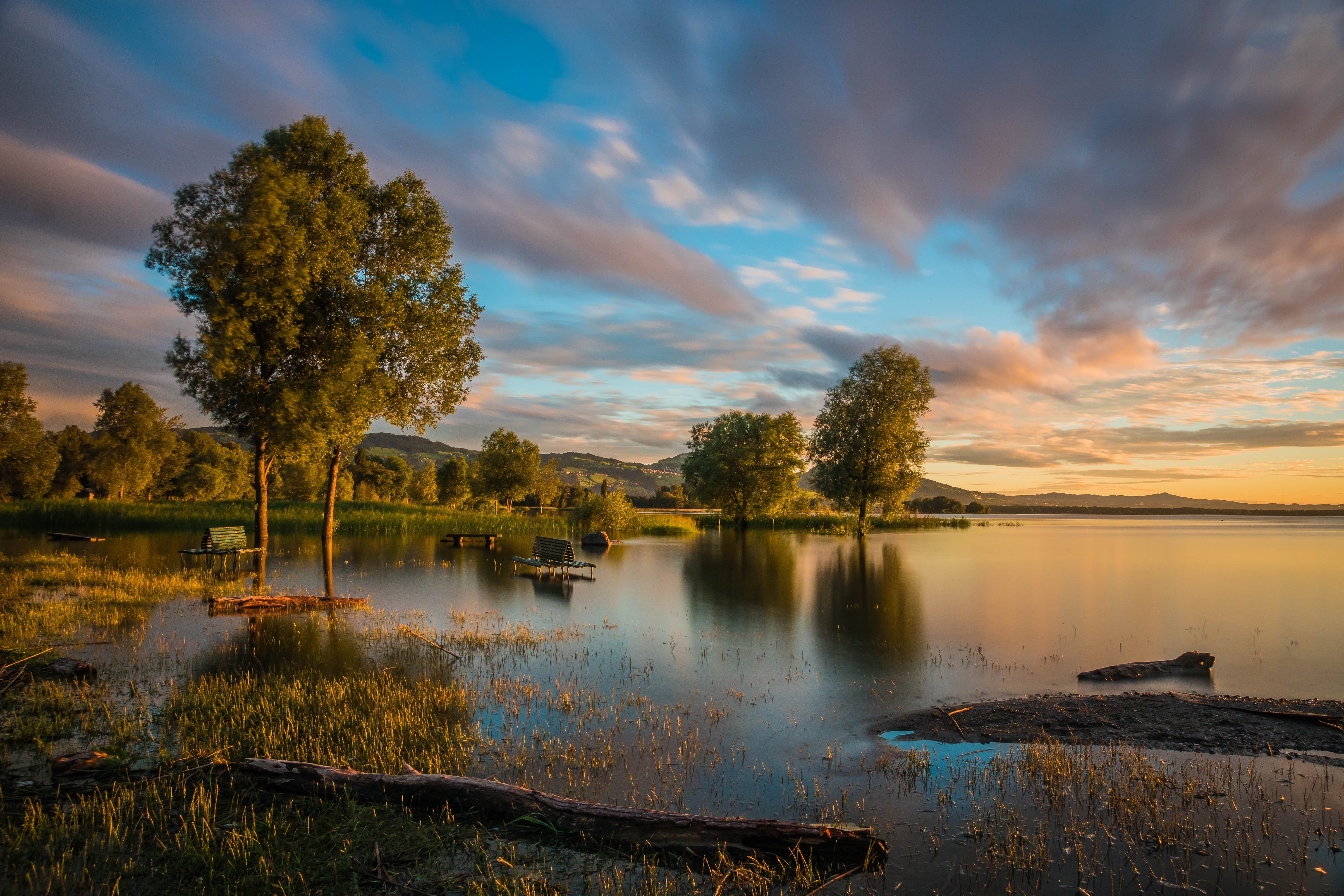
Rohrspitz

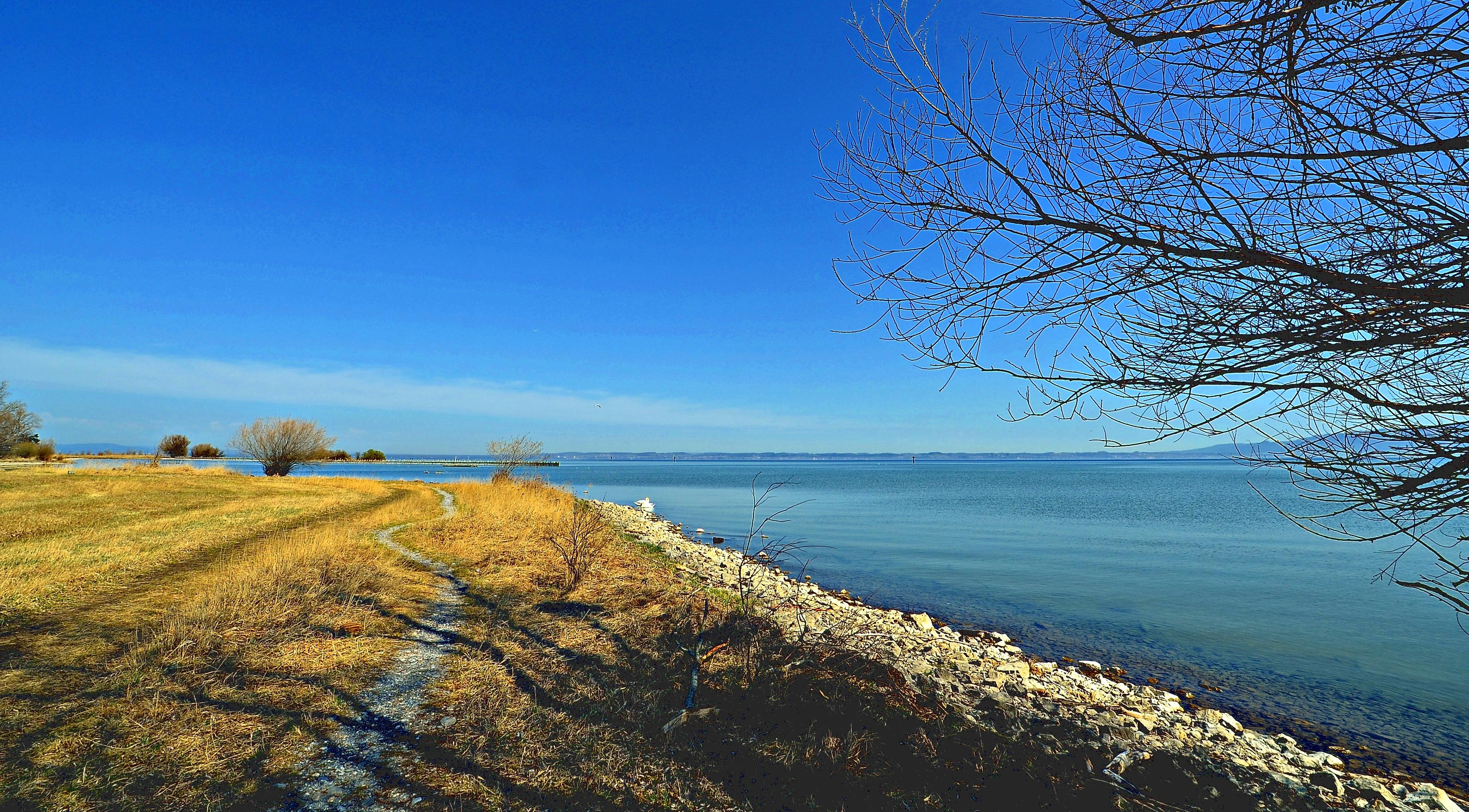
Rheinspitz

Der Rheinspitz ist eine Halbinsel direkt an der schweizerisch-österreichischen Grenze am Alten Rhein. Der dortige Wald ist das Rheinholz, ein Hartholz-Auwald.
Der Alte Rhein ist hier ein stehendes naturnahes Gewässer. Ein großer Schilfgürtel befindet sich an der Nordostseite des Rheinspitzes. Ganz an der Spitze des Rheinspitzes ist baden erlaubt. Mehrere Flächen dürfen nicht betreten werden.

### Bodenseeufer zwischen Rheinspitz und Rohrspitz
Hier ist das Schutzgebiet landseitig sehr schmal, der Polderdamm gehört noch dazu, die landwärts gelegenen Felder nicht mehr. Seewärts gelegen ist ein Schilfgürtel, der nicht betreten werden darf. Die flache Bucht namens Wetterwinkel steht ebenfalls unter Schutz.

### Rohrspitz
Der Rohrspitz ist eine Halbinsel, die beinahe vollständig mit Schilf bedeckt ist. Außer einem Wanderweg darf das Gebiet nicht betreten werden.

### Streuewiesen

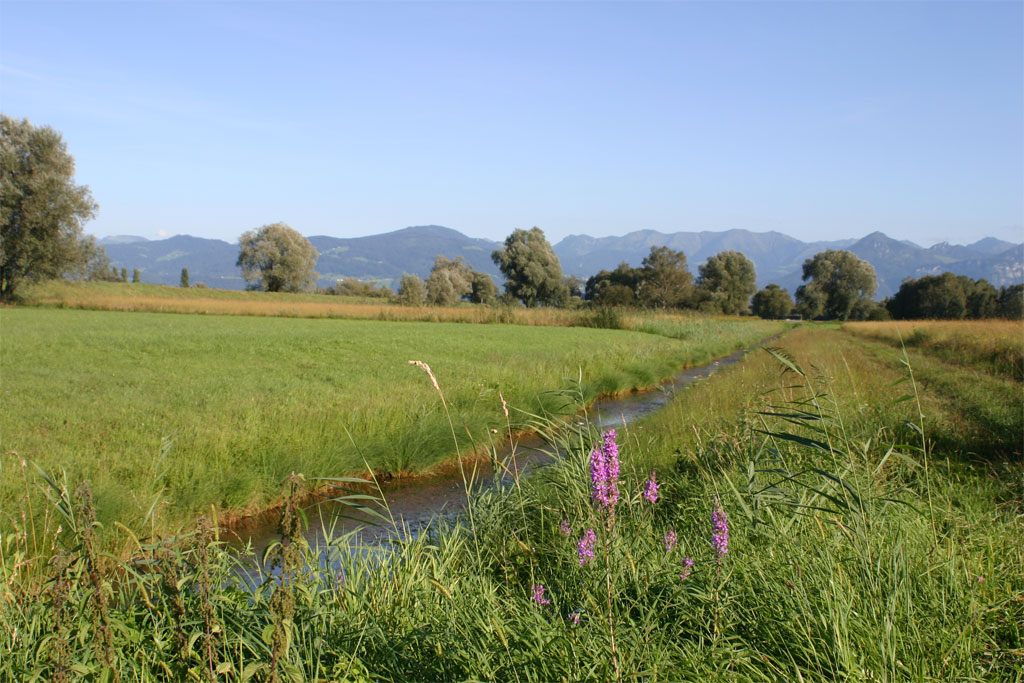
Streuewiesen

Landwärts des Polderdamms sind südlich des Rohrspitzes geschützte Streuewiesen. Diese dürfen nicht betreten werden.

### Bodenseeufer zwischen Rohrspitz und den Hafenanlagen Fußach
In der Fußacher Bucht ist das Ufer fast durchgängig mit einem Schilfgürtel versehen. An einer Stelle gibt es eine Plattform für die Vogelbeobachtung, ansonsten darf der Schilfgürtel nicht betreten werden. Die Halbinsel Hörnle ist großteils eine Schilffläche, an der Nordostseite ist eine Bademöglichkeit.

### Rheindämme

Rheindamm

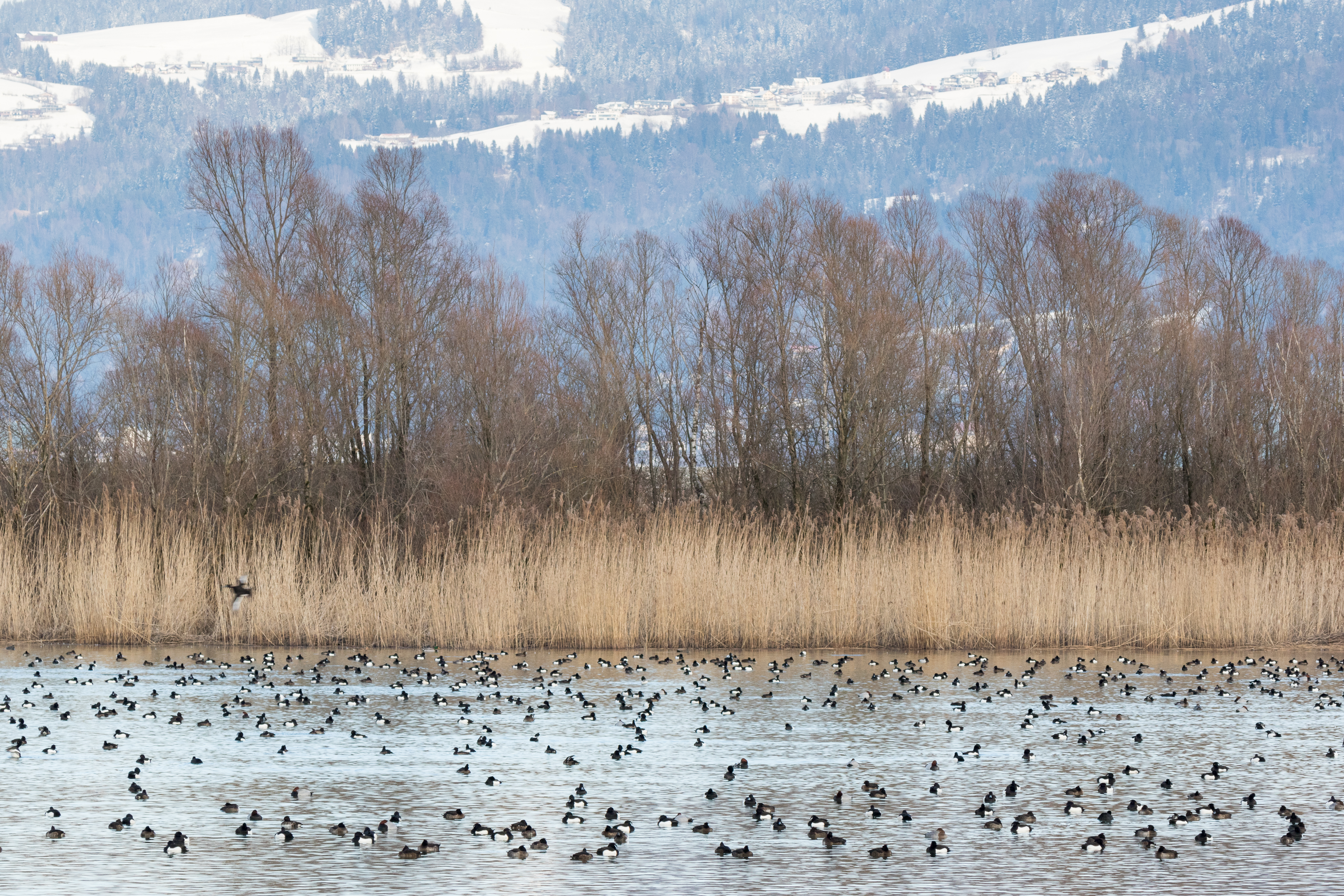
Vogelparadies

Im Bereich der Rheindämme gibt es zahlreiche ökologisch wertvolle Zonen, die Sandinsel, die Vogelschutzlagune und weitere Verbreitungen der Dämme. An den Dämmen leben Zauneidechsen und Schlingnattern.

### Schleienloch

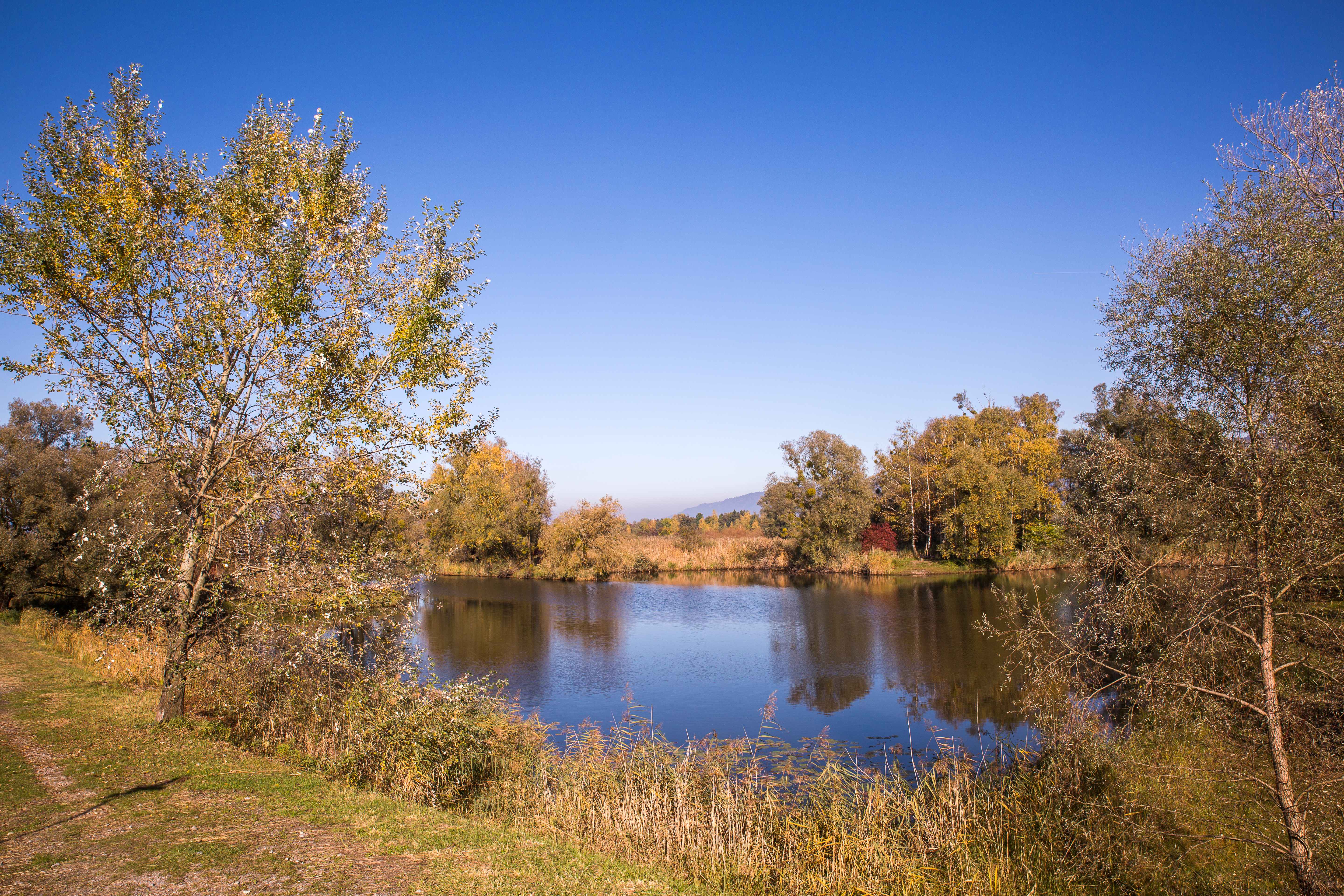
Schleienloch vom rechten Rheindamm aus

Zwischen dem Neuen Rhein und der Dornbirner Ach liegt der Lustenauer Kanal und das Schleienloch, bzw. die Schleienlöcher. Neben Auwäldern befinden sich hier zahlreiche Schilfflächen.